# Letzte reguläre Einsätze von Dampflokomotiven
Dieser Artikel beschreibt die letzten Einsätze von Dampflokomotiven im fahrplanmäßigen Betrieb der Staats- und Privatbahnen. Museumsbetrieb und Sonderzugfahrten mit Dampflokomotiven finden bei einigen der beschriebenen Eisenbahnunternehmen zwar heute noch statt, gelten aber nicht als reguläre Zugfahrt.

## Offizielles Ende der Dampfepoche
Anfang des 20. Jahrhunderts waren nur Dampfloks in der Lage, große Leistungen und hohe erforderliche Zugkräfte für schwere Züge aufzubringen. Die Bahngesellschaften nahmen daher den Nachteil von höchstens 10 % Wirkungsgrad sowie den Aufwand für die Wartung im Bahnbetriebswerk in Kauf. Jedoch fing man an, zunächst für geringere Zugleistungen den elektrischen Antrieb sowie den Dieselantrieb zu nutzen. Mit dem Fortschritt dieser Techniken konnten bis Mitte des 20. Jahrhunderts ebenbürtige Leistungen mit weniger Wartung und höherem Wirkungsgrad erreicht werden, was in den Betriebskosten zu Buche schlug. Dies war auch notwendig, denn die Eisenbahn stand im Wettbewerb mit anderen Verkehrsmitteln wie dem Automobil und der Luftfahrt. Das zwang die Bahngesellschaften, Elektrolokomotiven, Diesellokomotiven sowie Triebwagen einzuführen und sich von der Dampflokomotive zu trennen. So nahm ab den 1950er Jahren weltweit der Einsatz von Dampflokomotiven ab und wurde namentlich in den Industriestaaten weitestgehend durch Diesel- und elektrische Traktion abgelöst.
Die Dampflokomotive war allerdings das prägende Symbol für die Eisenbahn. Ihre besondere Arbeitsweise, die auf der direkten Wirkung des Dampfs auf die Treibräder des Fahrzeugs beruhte, und die charakteristischen Arbeitsgeräusche wie der Dampfausstoß ließen sie viele Freunde finden. Musiker wurden davon inspiriert. Der Komponist Arthur Honegger schuf so sein Werk Pacific 231. Auch ist der Refrain Trulla, Trulla trulla-la des Volkslieds Auf de schwäbsche Eisebahne die lautmalerische Wiedergabe des Dampfausstoßes. Die Literatur wurde um ein Genre von Sachbüchern wie denen des Autors Karl-Ernst Maedel erweitert. Museums- und Touristikzüge mit Dampflokomotiven ziehen auch heute noch Publikum an. Daher wurde das Ende ihrer regulären Einsätze in der Öffentlichkeit verfolgt und auch als Ende der Dampflokära oder als Dampflok-Abschied bezeichnet.

## Deutschland

### Deutsche Bundesbahn
Ende Oktober 1977 fuhr die Deutsche Bundesbahn auf der Emslandstrecke zum letzten Mal regulär mit Dampflokomotiven. Der Betrieb in diesem Zeitraum gilt als das Ende des Dampfzeitalters bei der Bundesbahn.
Da sich die Elektrifizierung der Emslandstrecke verzögerte und zu wenig Diesellokomotiven für die gefahrenen Züge vorhanden waren, blieben die ölgefeuerten Dampflokomotiven der Bahnbetriebswerke (Bw) Emden und Rheine bis Ende des Sommerfahrplans 1977 noch in Betrieb. Erst als die Schwarzwaldbahn elektrifiziert war, konnten Diesellokomotiven der DB-Baureihe 221 des Bw Villingen ins Emsland verlegt werden. So verfügte die Hauptverwaltung der DB, dass der 26. Oktober der letzte Einsatztag für Dampflokomotiven sei. Die Diesellokomotiven überbrückten den Zeitraum bis zur Fertigstellung der Fahrleitung. Erst am 29. September 1980 konnte der Betrieb mit Elektrolokomotiven aufgenommen werden.

#### Letzte Fahrten

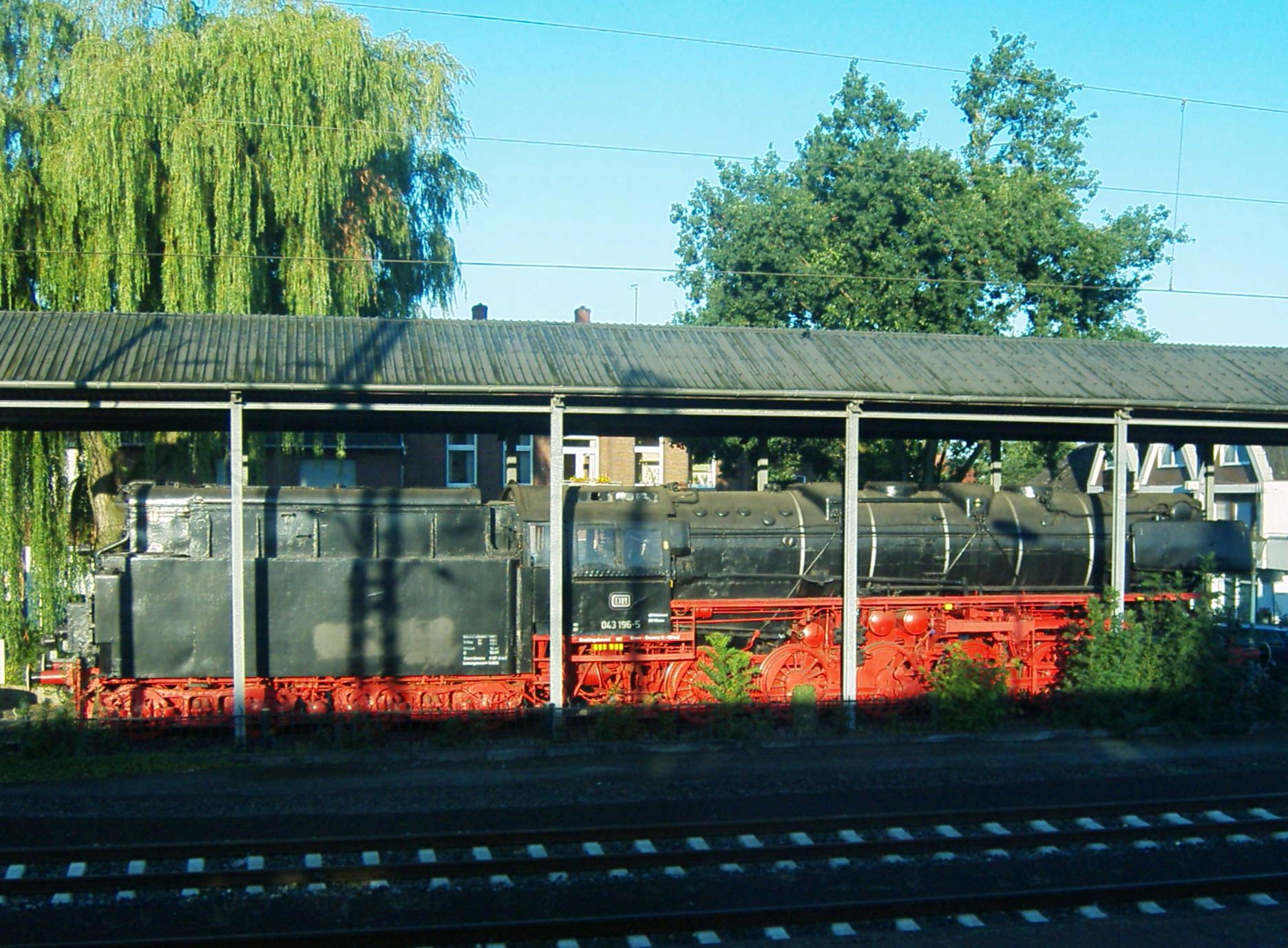
Die 043 196-5 als Denkmal am Bahnhof Salzbergen

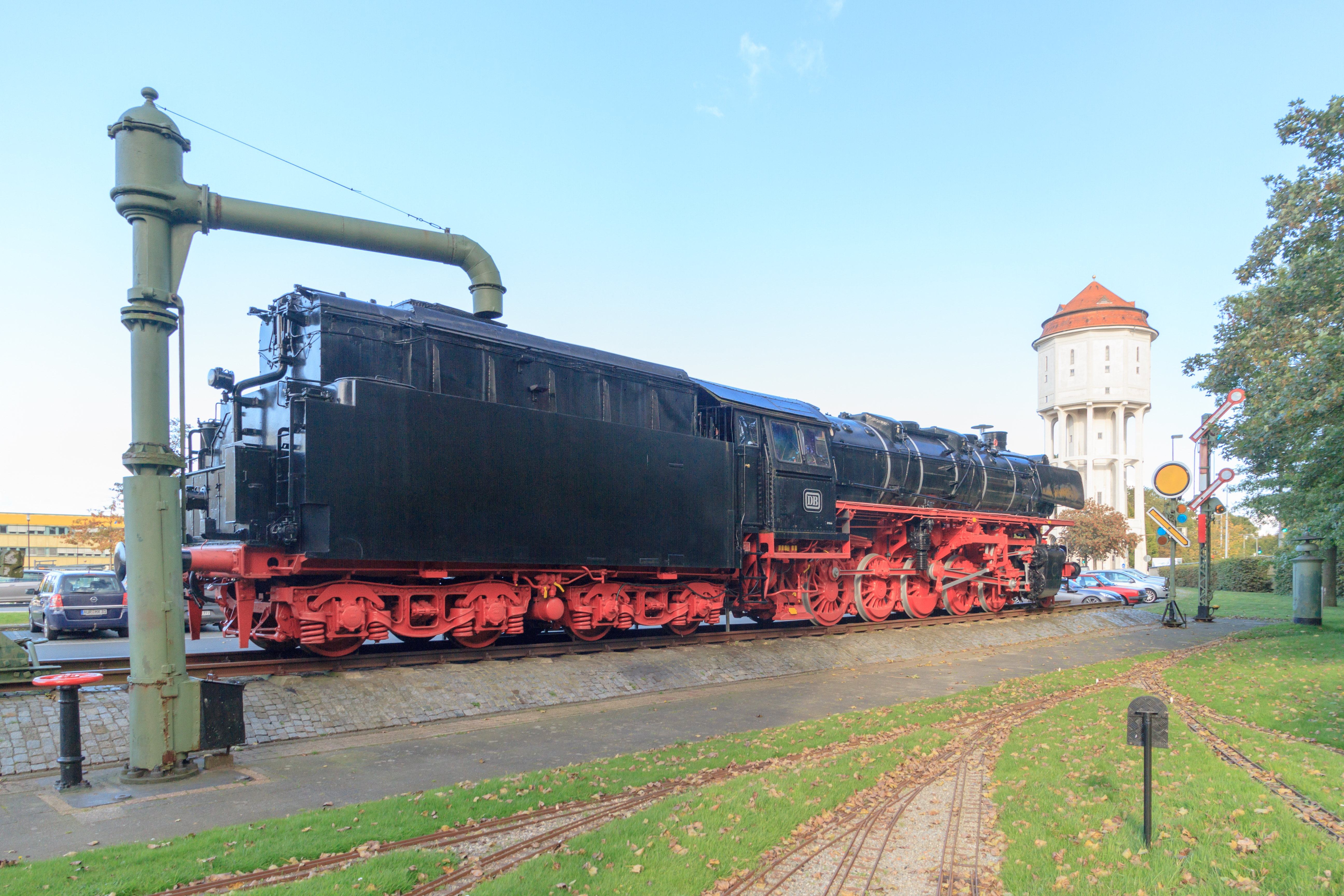
Denkmallok 043 903-4 in Emden

Am 23. Oktober 1977 fuhr ein Sonderzug der DGEG von Rheine über Salzbergen, Lingen, Meppen nach Emden und zurück mit Dampftraktion. Viele Eisenbahnfreunde und Fotografen wohnten dieser Fahrt bei. Es war die letzte Fahrt von DB-Dampflokomotiven des normalen Einsatzbestands über die gesamte Emslandstrecke. Eingesetzt wurden 042 113-4, eine auf Ölfeuerung umgebaute Maschine der Baureihe 41, und die ebenfalls mit Öl geheizte 043 196-5, die zur Baureihe 44 zählt. Die 043 wurde danach im Bahnbetriebswerk Rheine einsatzbereit vorgehalten, ohne jedoch noch weitere Zugleistungen zu erbringen.
Am 26. Oktober 1977 fanden die letzten von DB-Dampfloks geführten Zugfahrten statt: Zusammen mit einer Diesellokomotive der Baureihe 290 beförderte die Lokomotive 043 315-1 nachmittags einen Übergabegüterzug aus dem Emder Hafen in den Rangierbahnhof Emden. Etwa gleichzeitig überführte die 043 903-4 einen Hilfszugwagen von Oldersum nach Emden. Diese Fahrt der 043 903-4 gilt als die letzte planmäßige Fahrt einer Dampflok der DB. Gegen 16 Uhr wurden beide Maschinen im Bw Emden abgestellt. Heute ist die Dampflok 043 903-4 vor dem Emder Hauptbahnhof ausgestellt.
Die Lok 043 196-5 kam am gleichen Tag um Mitternacht ins Bw Rheine. Deshalb gilt sie als die letzte aus dem Betriebsdienst genommene Rheiner Dampflok der Bundesbahn.
Die letzte betriebsfähige Rheiner Dampflok (bis Oktober 1977) war die Lok 043 196-5, die heute am Bahnhof Salzbergen als Denkmallok abgestellt ist. Als letzte Dampflok der DB fuhr die 043 903 am 26. Oktober 1977 mit einem Hilfszuggerätewagen ins Bahnbetriebswerk Emden ein und beendete mit dem Löschen der Ölbrenner den Dampflokeinsatz bei der DB.

#### Die Wiederinbetriebnahme von Dampflokomotiven bei der Deutschen Bundesbahn
Mit Wirkung vom 27. Oktober 1977 00:00 Uhr wurde das verhängte Dampflokverbot der DB wirksam. Allerdings fuhr im Bw Gelsenkirchen-Bismarck bis zum 17. Januar 1979 noch eine als Heizlokomotive eingesetzte Dampflok (044 377-0) regelmäßig freitags zum Ausschlacken, Bekohlen und Wasserfassen aus dem Rundlokschuppen zu den Dampflokbehandlungsanlagen. Bis in die 1980er Jahre hinein blieben im Bw Rheine mehrere Dampflokomotiven abgestellt stehen. 1983/84 wurden einige als Ersatzteilspender ins Bw Offenburg gebracht, andere an private Interessenten abgegeben, wie zum Beispiel die 01 1081, welche zuerst in einem Sanatorium als Technisches Denkmal aufgestellt wurde. Später gelangte sie zu den Ulmer Eisenbahnfreunden.
Im Jahr 1984 kam es im Vorfeld des Eisenbahnjubiläums „150 Jahre Deutsche Eisenbahnen“ wieder zu ersten Abnahmefahrten von aufgearbeiteten Dampflokomotiven auf DB-Gleisen in Südwestdeutschland. Erst fuhren der Nachbau des legendären Adler, dann auch die im Dezember 1959 als letzte DB-Neubau-Dampflok in Betrieb genommene Dampflok der Baureihe 23 (23 105), später je eine Dampflok der BR 01, 50 und 86 bei der Deutschen Bundesbahn als sogenannte Museumsloks. Auf Initiative von Horst Troche fanden Ende 1984 erste Fahrten unter Mitnahme von Fahrgästen statt. Die DB befuhr mit ihrer Handvoll Dampflokomotiven offiziell ab Frühjahr 1985 im Rahmen eines Nostalgie- und Sonderfahrtenprogrammes Eisenbahnstrecken im Raum Nürnberg, später in ganz Deutschland. Seither ist es auch Privatbahndampfloks und Museumsbahnen erlaubt, Sonderfahrten bzw. sogenannte Plandampffahrten mit ihren eigenen Dampfloks auf DB-Strecken durchzuführen. Dies gilt bis heute auf allen Strecken der 1994 neu gegründeten DB AG.

### Werk- und Privatbahnen in Westdeutschland
Der Dampfbetrieb mit Tenderdampfloks bei Werkbahnen endete im Westen Deutschlands erst am 31. Dezember 1992 beim Eschweiler Bergwerksverein in Alsdorf bei Aachen. Dort sah man Dampfloks auch in der kurzen Zeit des absoluten DB-Dampflokverbotes im schweren Rangierdienst als Zubringer für DB-Dieselloks. Feuerlose Dampfloks werden unter anderem bei Chemie- und Kraftwerken bis heute eingesetzt.

### Deutsche Reichsbahn
Die Deutsche Reichsbahn konnte trotz eines umfangreichen Dieselloktypenprogrammes (Baureihen 106, 110, 118) und umfangreicher Importe aus Rumänien (Baureihe 119) und der Sowjetunion (Baureihen 120 und 132) lange Zeit nicht auf Dampfloks verzichten. Die zweite Ölkrise 1979/80 führte sogar zu einer kurzzeitigen Renaissance der Dampflok, abgestellte Loks wurden dabei reaktiviert. Um den Devisenbedarf für sowjetisches Öl weiter zu reduzieren, begann die Reichsbahn zudem mit einem umfangreichen Elektrifizierungsprogramm, der Strom dafür konnte aus heimischer Braunkohle gewonnen werden. So konnte erst 1988 der planmäßige Dampfbetrieb der Reichsbahn auf Regelspurgleisen eingestellt werden. Die letzten Loks der Baureihe 50.35 wurden vom Bahnbetriebswerk Halberstadt eingesetzt. Am 29. Oktober 1988 bespannte die 50 3559-7 letztmals einen Umlauf Halberstadt–Magdeburg–Thale–Halberstadt als offizielle Abschiedsfahrt.
Die DR hielt allerdings bis Anfang der 1990er weiterhin einzelne Normalspur-Lokomotiven zusätzlich zu ihrem umfangreichen Park an Traditionslokomotiven als Reserve vor. Unverändert blieb der Dampfbetrieb auf den DR-Schmalspurbahnen. Lediglich auf der Harzquerbahn sollten Diesellokomotiven der Baureihe 199.8 den Dampfbetrieb ab 1989 mittelfristig ablösen, alle anderen Strecken blieben vollständig unter Dampf. Zwischenzeitlich vollständig privatisiert, werden die ehemaligen DR-Schmalspurbahnen auch derzeit noch fast vollständig mit Dampfloks im täglichen Verkehr befahren. Der Plandampf konnte sich auch auf Hauptstrecken bis in die 1990er Jahre halten.

### Deutsche Bahn AG
Nach Zusammenlegung beider deutscher Staatsbahnen DB und DR zur Deutsche Bahn AG Anfang 1994 kam es immer noch zu planmäßigen Dampfbespannungen, vornehmlich im Raum Berlin. Die 52 8134 zählte neben den Loks 50 3545, 52 8075, 8079, 8087 und 8117 damals zu den letzten voll zugdiensttauglichen „Staatsbahn“-Normalspur-Dampflokomotiven in Deutschland überhaupt. Neben dem Einsatz als Heizlok wurde die Maschine auch vor Sonderzügen eingesetzt. Bekannt war der sonnabendliche Regelzug E 3001/3008 von Berlin nach Lübbenau, der als Gurkenzug vermarktet wurde und bis September 1994 fuhr. Nach dem Fristablauf der Schöneweider 52 8075, 8079 und 8117 und der schadhaften Abstellung der 52 8087 wurde die Maschine dann mehrmals vor dem sonntäglichen Ausflugszug zwischen Berlin-Lichtenberg und Rheinsberg/Mark eingesetzt.
Bei der Deutschen Bahn erhielt die Lok auch die neue EDV-Nummer 052 134-4. Am 6. November 1994 hatte sie dann die Ehre, als letzte betriebsfähige Lok des Bw Berlin-Schöneweide letztmals das Zugpaar E3154/E3159 nach Rheinsberg/Mark zu befördern. Gegen 20 Uhr traf der E 3159 in Berlin-Lichtenberg ein. Mit einem langgezogenen Pfiff, der unter der Straßenbrücke an der Bahnhofseinfahrt widerhallte, beendete Lokführer Klaus Hollenbach das Dampfzeitalter der DB AG.
Die 52 8134 war die letzte Staatsbahn-Normalspurdampflok des Regelbestandes in Deutschland, die einen planmäßigen Personenzug befördert hat. Die weiteren Tage war die 8134 noch als Heizlok im Bw Schöneweide eingesetzt, bis schließlich mit Ablauf der Kesselfrist am 13. November 1994 um genau 23.59 Uhr das Feuer in ihr gelöscht und damit das Ende des normalspurigen Dampfbetriebes in Deutschland besiegelt wurde.
Die beiden Schmalspurbahnen Lößnitzgrundbahn und Weißeritztalbahn gehörten noch im Laufe des Jahres 2004 zur Deutschen Bahn AG und setzten dort planmäßig Dampflokomotiven ein (Weißeritztalbahn bis 2002, siehe Elbehochwasser). Seitdem haben sie einen neuen Betreiber und gehören nicht mehr zur DB AG.
Die Deutsche Bahn AG unterhält mit dem Dampflokwerk Meiningen ein Ausbesserungswerk, das sich nicht nur um die Hauptuntersuchungen und Reparaturen von Dampfloks aus Deutschland und Europa in verschiedenen Spurweiten (Schmalspur und Regelspur) kümmert. Dort werden auch Diesel- und Elektrolokomotiven mit Stangenantrieb sowie Eisenbahndrehkräne, Schneepflüge und Wagen in Stand gesetzt. Im Dampflokwerk Meiningen wurde von 2007 bis 2009 eine Dampflok der Baureihe 99.32 nachgebaut und bei der Bäderbahn Molli in Dienst gestellt: Die Lok mit der Nummer 99 2324-4 wurde am 10. Juli 2009 dem Betreiber übergeben. Sie ist damit die jüngste neu erbaute Dampflokomotive der Welt. Des Weiteren wurde 2009 auf Initiative des Ingenieursverbands des Freistaats Sachsen eine Sächsische Schmalspurdampflokomotive (Baureihe I K) aus Fördergeldern und Spendenmitteln neu gebaut.
Deutschlandweit existieren aktuell noch circa 1.500 Dampflokomotiven vieler Baureihen und Spurweiten. Davon sind rund 1.200 rollfähig und etwa 300 betriebsfähig, von denen wiederum rund 150 betriebsbereit eingesetzt werden. Letztere sind bei besonderen Veranstaltungen sowohl im Streckennetz der DB als auch privater Eisenbahnen vor Sonderzügen oder im Güterzugdienst und vereinzelt vor Bauzügen zu erleben.
Die letzte noch im untergeordneten aktiven Betriebsdienst der Deutschen Bahn AG vorhandene deutsche Dampflokomotive mit der Loknummer 50 3501 (DB AG, Sektion Werkstätten und Instandsetzung Schienenfahrzeuge) befindet sich derzeit als Werkslokomotive im Dampflokwerk Meiningen im Einsatz. Neben diversen Werkstättenfahrten, auch außerhalb des Werkes, wie Lastprobefahrten, Schulungen für Lokpersonale und Abschleppeinsätze, wird sie hauptsächlich vor Sonderzügen zusammen mit einer museal vorhandenen betriebsfähigen Wagengarnitur (Schürzenwagen älterer Bauart inkl. Speisewagen) eingesetzt.
Daneben zählt seit 2013 die DB AG als Eigentümerin der Maschine nach einer Generalsanierung noch die betriebsfähige Schnellzugdampflok 01 150 – eingesetzt überwiegend für den touristischen historischen Sonderzugverkehr – zu ihrem aktiven Fahrzeugbestandsregister. Die Lokomotive kann durch ihre modernisierte Ausführung, wie doppelte Hauptluftleitung, PZB 90 Zugsicherung, Digitalfunkanlage und Tv (Rückwärtsfahrt) mit 80 km/h, auch im normalen Eisenbahnbetriebsdienst als Notfallreserve eingesetzt werden. Aus stiftungsrechtlichen Gründen wurde die Lokomotive von 2013 bis 2020 der EJS (Eisenbahnstiftung Joachim Schmidt) zur Pflege und Betrieb der Maschine überlassen. Im Jahr 2020 fand ein Wechsel des Betreibers statt, nachdem sich die EJS außer Stande sah die Lokomotive weiter finanziell zu betreuen. Die Lokomotive wurde danach außer Dienst gestellt, da sie erhebliche technische Verschleißerscheinungen (unter anderem abgefahrenes Radreifenprofil mit Rissbildung der Treibräder) am Fahrwerk nach 6 Jahren Betrieb aufweist, die bei der Erstsanierung nicht erledigt wurden. Außerdem muss eine Kesselrevision und Bremsanlagenuntersuchung gemäß gesetzlicher Vorschriften gemacht werden. Für diese aufwändigen Maßnahmen steht derzeit nicht der finanzielle Rahmen zur Verfügung. Die Deutsche Bahn AG als Eigentümer der Maschine hat zunächst seitens ihrer Stiftung zur Erhaltung des übernommenen historischen Erbes verschiedene Museumsfahrzeugen der ehemaligen Bundesbahn und Reichsbahn ausgeschlossen, Geld in die Instandsetzung einer kohlegefeuerten Museumsmaschine zu investieren. Das neue privatrechtliche Betreiberkonsortium – gebildet aus engagierten Museumseisenbahnern – teilte im Jahr 2020 auf seiner Homepage mit, dass für den Weiterbetrieb ein sechsstelliger Betrag durch Spenden eingesammelt werden muss, um die Werkstätten zu beauftragen. Man ist seitens des Betreiberkonsortiums guter Hoffnung dieses Ziel in absehbarer Zukunft zu erreichen.

### Zeitalter nach der Bahnreform
Die Bahnreform ermöglicht es, dass private Eisenbahnverkehrsunternehmen (EVUs) diskriminierungsfreien Zugang zum Schienennetz der DB Netz AG erhalten. Viele Dampflokomotiven sind von den Vereinen bei entsprechenden EVUs eingestellt und können so auf dem Netz der DB AG eingesetzt werden. Neben den üblichen Sonderfahrten können Dampflokomotiven von den Vereinen hierdurch auch für die Erbringung von regulären Transportleistungen vermarktet werden. Trotz der hohen Betriebskosten für Kohle und Wasser kann sich ein Dampflokeinsatz unter außergewöhnlichen Umständen auch heute noch finanziell rechnen. Dies ist beispielsweise dann der Fall, wenn eine Diesellokomotive erst aufwendig überführt werden müsste, oder wenn die Zugleistungen nur unregelmäßig anfallen, so dass eine anzumietende Diesellok lange Zeit stillstehen müsste. Es gab daher einige Bauzugleistungen, die mit Dampflokomotiven bespannt waren. Viel beachtet war auch ein Einsatz der Güterzugdampflokomotive 50 3610 vor Kohlezügen im Sommer 2010 zwischen Horka und Hoyerswerda. Die Strecke zwischen Horka und Hoyerswerda war damals noch nicht elektrifiziert, so dass für die von Polen in Richtung Ruhrgebiet verkehrenden schweren Kohlezüge auf dem damals nicht elektrifizierten Abschnitt normalerweise Diesellokomotiven verwendet werden mussten. Da die Züge nur sehr unregelmäßig verkehrten, wäre es teurer gewesen, eine Diesellokomotive der erforderlichen Leistungsklasse für so lange Zeit vorzuhalten. Dagegen war die Dampflokomotive ohne weiteres verfügbar und konnte auch längere Zeit vor Ort abgestellt bleiben, da sie anderweitig nicht benötigt wurde.

## Luxemburg
Der Fuhrpark der Chemins de Fer Luxembourgeois (CFL) bestand nach der Gründung 1946 bis auf einen Triebwagen (Z 121) noch ausschließlich aus Dampflokomotiven, lediglich einige Rangierdieselloks waren vorhanden. Zudem wurden noch 50 neue Dampflokomotiven erworben. 1948 beschaffte man mit der Triebwagenbaureihe Z 100 die ersten Dieseltriebwagen, die erste Streckendiesellokomotive wurde 1953 in Betrieb genommen. In der Zweiten Hälfte der 1950er Jahre wurden dann eine große Anzahl von Streckendiesellokomotiven gekauft, zudem wurde im selben Teil die ersten Streckenabschnitte elektrifiziert. Damit wurden die letzten Dampflokomotiven überflüssig und in größeren Stückzahlen ausgemustert. Hatte die CFL 1956 noch 100 Normalspurdampflokomotiven am Jahresende im Bestand, so waren es Ende 1961 nur noch 22 Maschinen der Baureihe 55. Zuletzt dienten die Maschinen der Baureihe 55 aber nur noch als Betriebsreserve, diese Reserveeinsätze endeten im Mai 1964. Danach wurden alle noch verbliebenen 21 Maschinen am 16. Juni 1964 ausgemustert.
Schmalspurdampflokomotiven standen bis zur Stilllegung der letzten Schmalspurstrecke (Schmalspurbahn Luxemburg–Remich) 1955 in Betrieb.

## Österreich
Die Österreichischen Bundesbahnen setzten auf ihren Hauptstrecken schon seit den 1960er Jahren vorwiegend Elektrolokomotiven ein, betrieben aber noch längere Zeit Nebenlinien, vor allem schmalspurige, mit Dampfloks. Auf den nicht elektrifizierten Bahnen, vor allem den Hauptstrecken, kamen ab Ende der 1960er Jahre überwiegend Dieselloks und Triebwagen zum Einsatz. Der reguläre Dampfbetrieb endete bei den ÖBB auf der Normalspur offiziell am 31. Dezember 1976, wobei den letzten Zug zwischen Hohenau und Gänserndorf (Nordbahn) die 52 3315 zog. Danach wurden in der ersten Jahreshälfte 1977 als Ersatz bei Ausfall einer planmäßigen Dieselverschublok in Gmünd NÖ noch Dampfloks der Reihe 93 eingesetzt. Bei der gemischt im Zahnradbetrieb befahrenen Erzbergbahn (Vordernberg-Eisenerz) wurde der Dampfbetrieb am 12. April 1978 mit Aufgabe des Zahnradbetriebes eingestellt. Während die Steyrtalbahn bis zu ihrer Einstellung 1982 ausschließlich mit Dampf betrieben wurde, endete der – zumindest fallweise aufgrund von Diesellok-Mangel beibehaltene – Dampfbetrieb der ÖBB auf den Waldviertler Schmalspurbahnen überhaupt erst 1996 mit Übernahme der Züge ins Nostalgieprogramm. Bis dahin waren die fahrplanmäßig geführten Dampfzüge zum normalen Personentarif benutzbar.
Auf den rein touristischen Zahnradbahnen (Schneebergbahn und Schafbergbahn) endete der Dampfbetrieb unter der Regie der Bundesbahnen sogar erst 10 Jahre später, nämlich erst 2005 mit dem Verkauf der Schafbergbahn. Hier setzt die Salzburg AG als heutiger Betreiber auch weiterhin die Anfang der 1990er Jahre gebauten SLM-Neubau-Dampflokomotiven im Regelbetrieb ein. Auch auf der Schneebergbahn werden unter der Regie der NÖVOG weiterhin in der Sommersaison Nostalgiezüge mit den vorhandenen Dampflokomotiven angeboten.
Die durchgehend von privaten Unternehmen betriebene Achenseebahn setzt bis heute die aus der Anfangszeit stammenden Dampflokomotiven Achenseebahn 1 bis 4 als einzige Traktionsmittel für die Bahnstrecke ein.

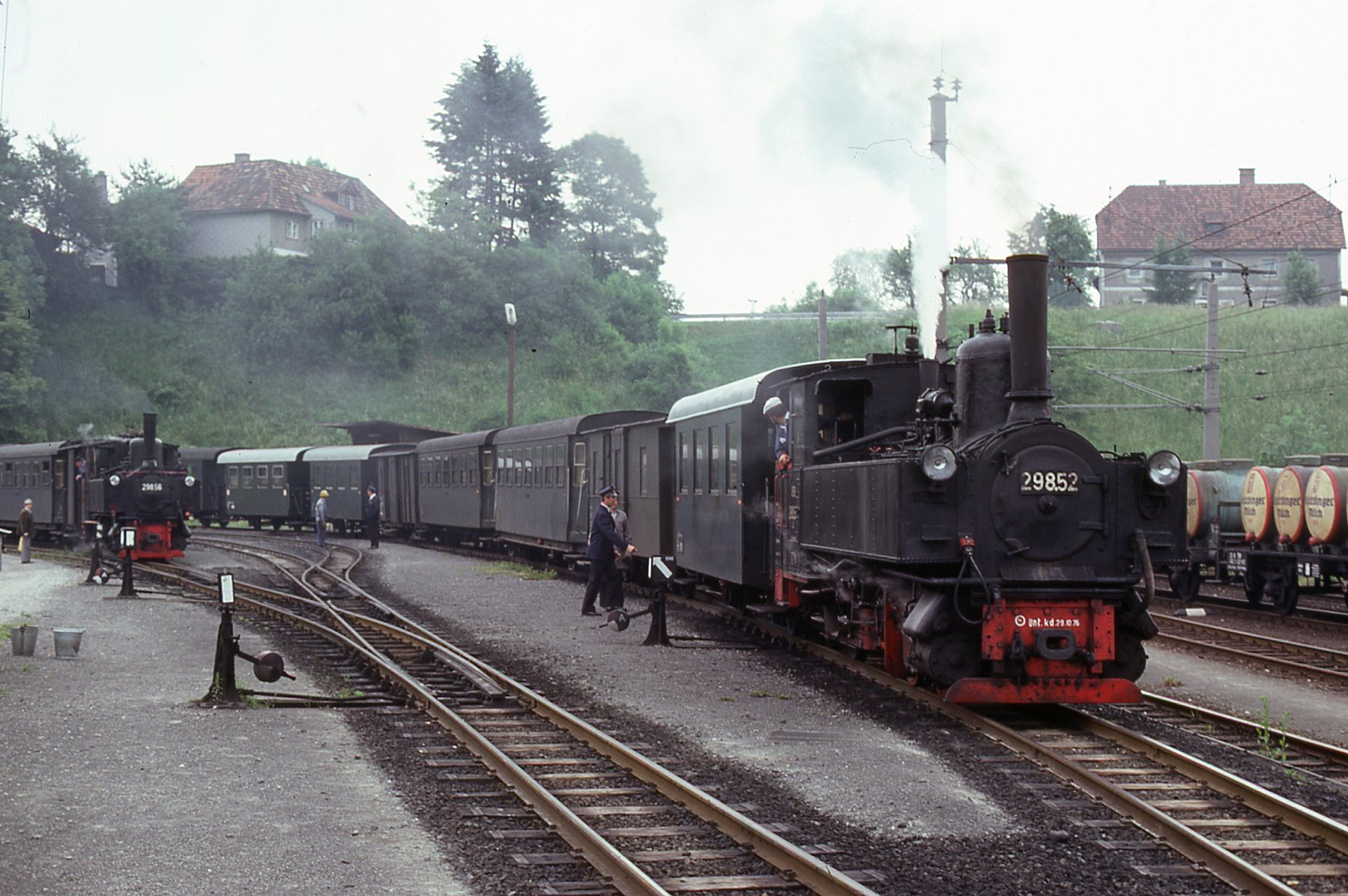
Dampfbetrieb mit Loks der Reihe 298 auf der Steyrtalbahn im Bahnhof Garsten, Juni 1977.
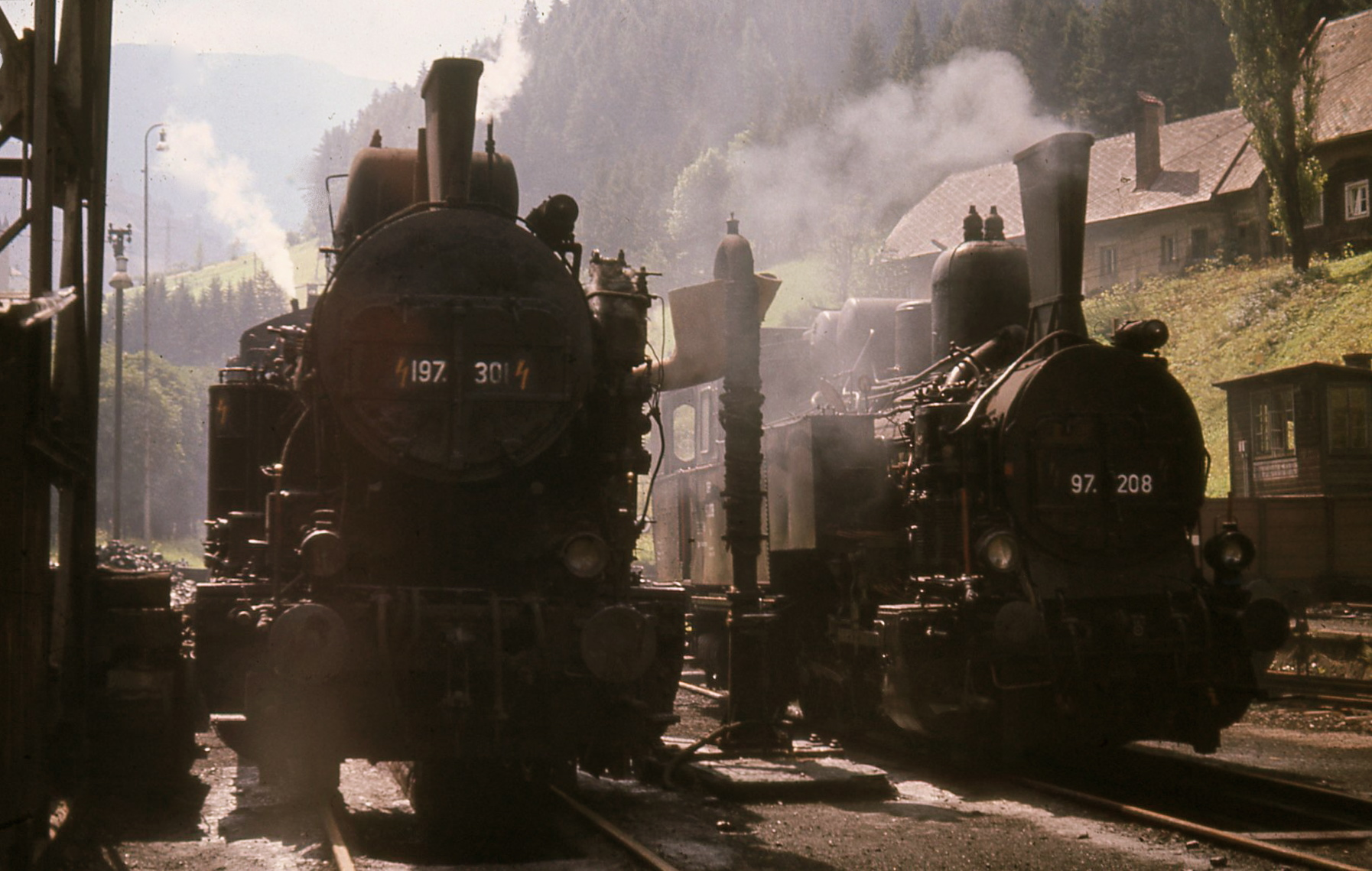
Auf der Erzbergbahn dampfte es noch bis April 1978, Foto von 1971.
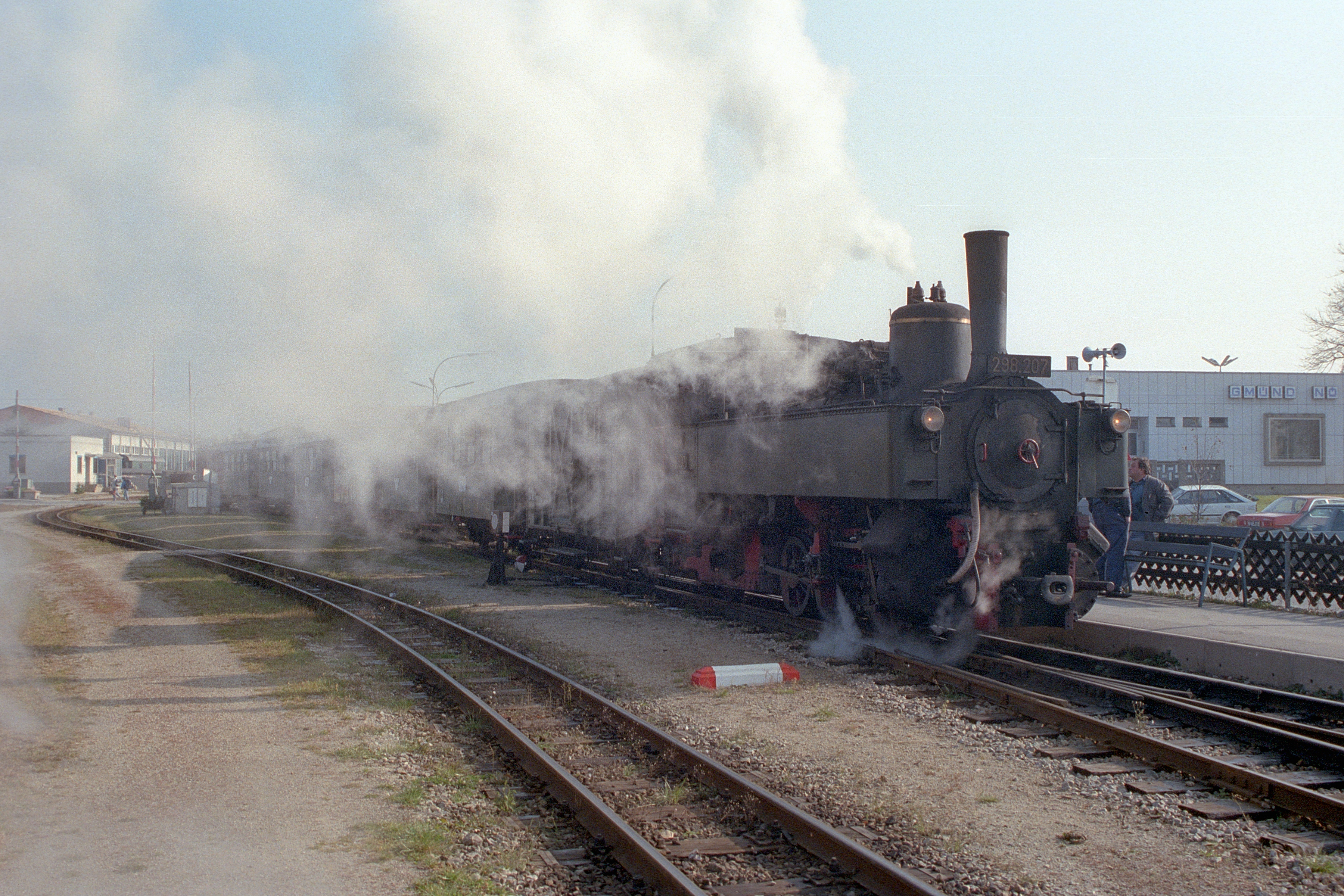
Waldviertler Schmalspurbahn: 298.207 (Baujahr 1905) verlässt mit ihrem Zug den Bahnhof Gmünd NÖ, aufgenommen 1990.
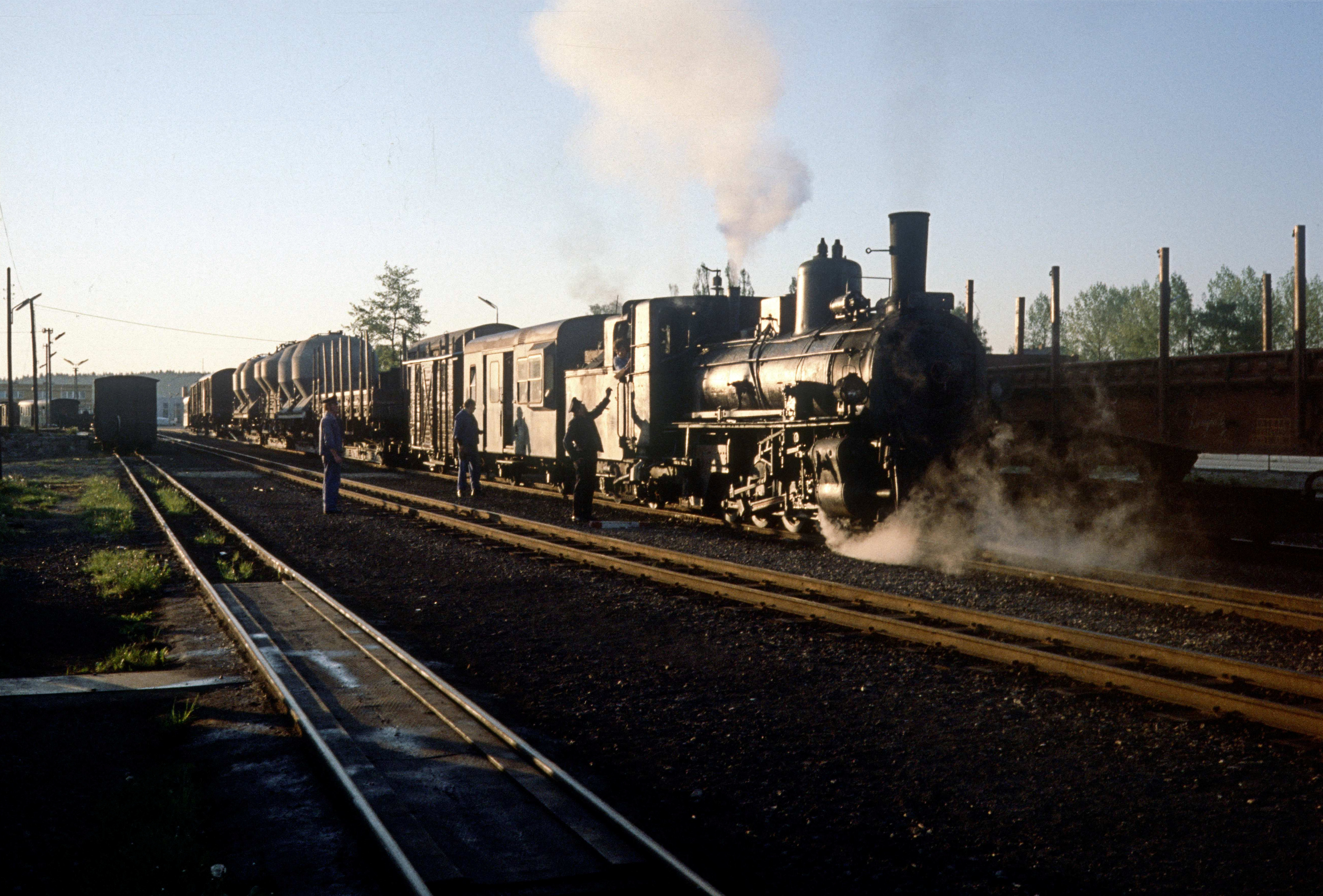
Vor allem im Güterverkehr musste im Waldviertel noch lange auf die zugkräftigen Dampflokomotiven der Reihe 399 zurückgegriffen werden. Aufnahme in Gmünd Anfang der 1990er Jahre.
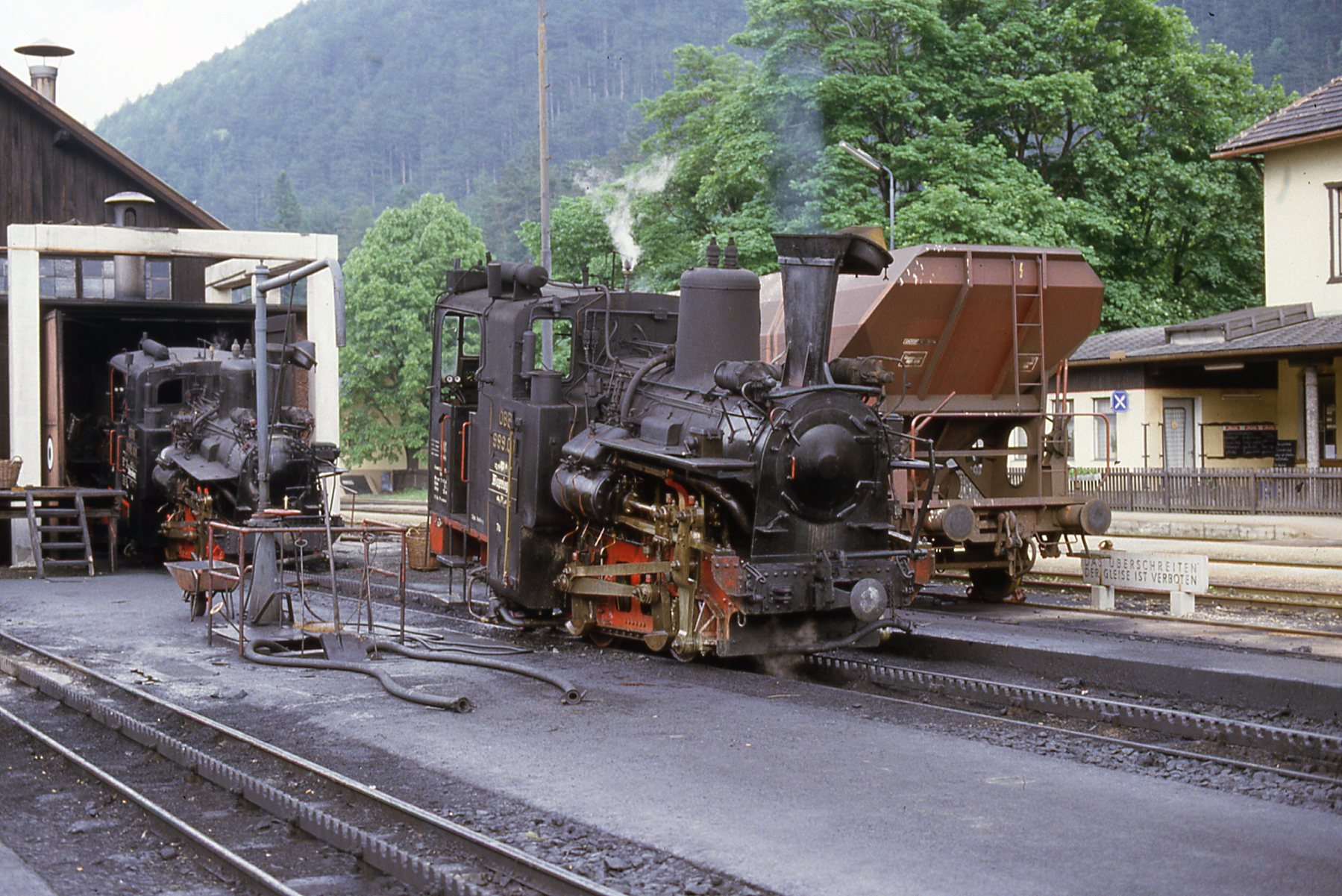
Auf der rein touristischen Schneebergbahn endete der tägliche Dampfbetrieb erst mit Anschaffung der Salamander-Triebwagen im Jahr 1999. Foto aufgenommen in Puchberg 1977.
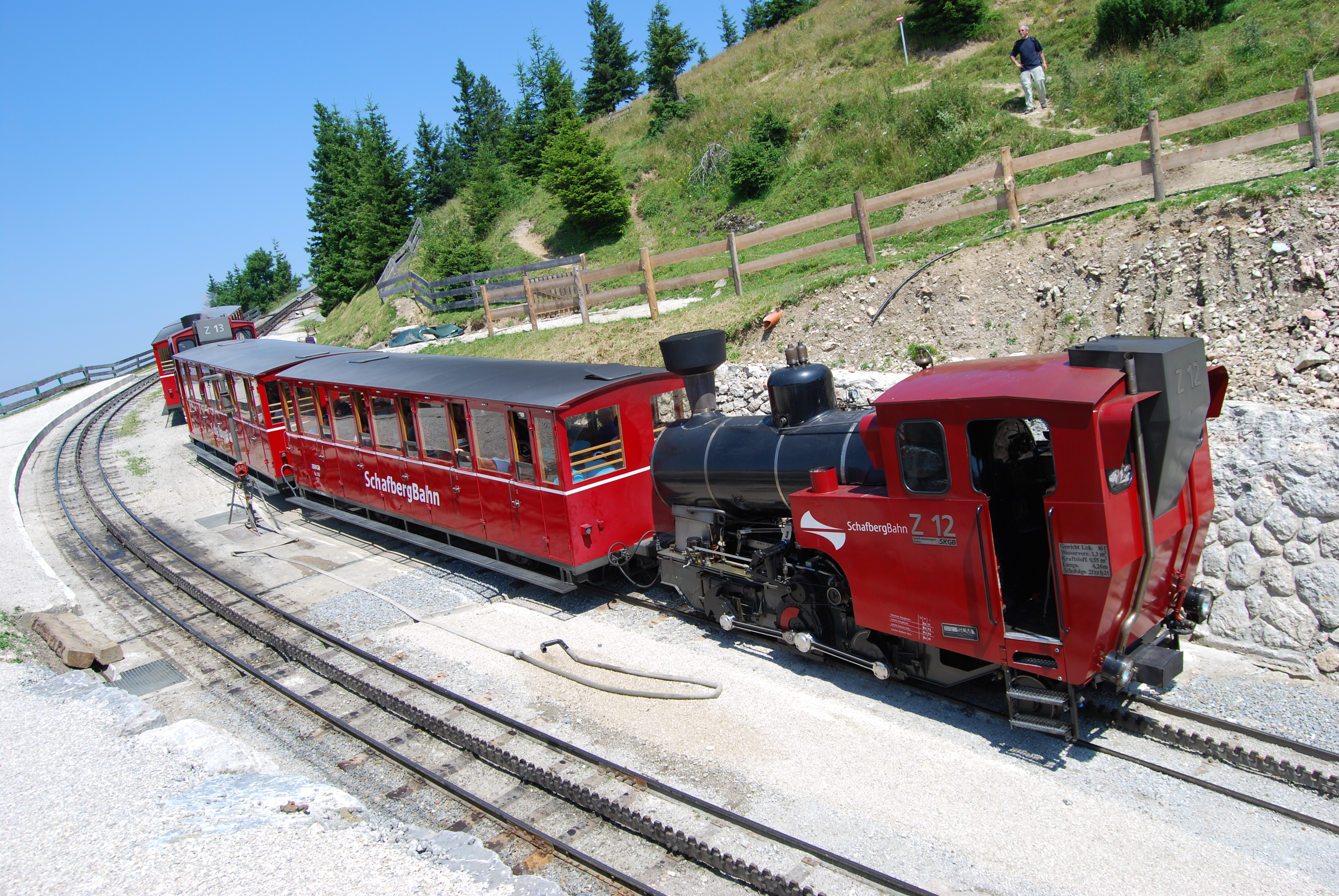
Auf der Schafbergbahn endete der Dampfbetrieb de facto nie und es sind nach wie vor (fast ausschließlich) Dampfloks im Einsatz, eingesetzt werden die in den 1990er Jahren gebauten SLM-Neubau-Loks.

## Schweiz
Die letzten regulär mit Dampf betriebenen Strecken der Schweizerischen Bundesbahnen waren die Wehntalbahn, welche am 28. Mai 1960 auf elektrischen Betrieb umgestellt wurde, und die teilweise auf italienischem Boden liegende Bahnstrecke Cadenazzo–Luino, auf welcher am 11. Juni 1960 der elektrische Betrieb aufgenommen wurde.
Der letzte reguläre Dampfzug der Schweizerischen Bundesbahnen führte die SBB C 5/6 2969 am 30. November 1968 nach Winterthur, wo später die Lokomotive vor dem Werk des Herstellers SLM aufgestellt wurde. Die touristisch betriebenen und schmalspurigen Brienz-Rothorn-Bahn (Kursbuchfeld 475) und Dampfbahn Furka-Bergstrecke (Kursbuchfeld 615) sind heute die einzigen Schweizer Bahngesellschaften, die nicht elektrifiziert sind und Dampfloks im Regelbetrieb einsetzen.
Einzelne Sonderzüge verkehren mit Dampflokomotiven.

## Belgien
Die letzte planmäßige Fahrt unter Dampf fand in Belgien am 22. Dezember 1966 statt. Die dazu eingesetzte Lokomotive 29.013 der NMBS/SNCB-Reihe 29 blieb als Traditionsfahrzeug erhalten.

## Niederlande

### Staatsbahn
Bei den Nederlandse Spoorwegen (NS) wurde am 7. Januar 1958 der Dampflokbetrieb eingestellt. Die letzte im Einsatz befindliche Lokomotive war die heutige Museumslok 3737 der Serie 3700.

### Werk- und Privatbahnen
Auch nach dem Ende der Dampftraktion bei den NS blieben einige Werkbahnlokomotiven weiterhin unter Dampf. Der letzte Einsatz einer Dampflok auf niederländischem Boden fand in Eygelshoven statt. Nach der Schließung der Zeche „Julia“ am 20. Dezember 1974 wurde die Lok LV 15 der Gesellschaft „Laura en Vereeiging“ 1975 beim Abbruch und Abtragen der Zechenanlagen eingesetzt. Es handelt sich dabei um die ehemalige NS 8811; heute befindet sich die Lok im Besitz der Stoom Stichting Nederland.